# Постман, Нил
Нил Постман (8 марта, 1931 — 5 октября 2003) — американский писатель, педагог, теоретик медиа и критик культуры, автор восемнадцати книг, в том числе «Развлекаемся до смерти: общественный дискурс в эпоху шоу-бизнеса» (1985), «По идейным соображениям» (1988), «Технополия: сдача Культуры Технологиям» (1992), «Исчезновение детства» (1994) и «Конец образования: переоценка школьной системы» (1995).
Более сорока лет был связан с Нью-Йоркским университетом. Постман был гуманистом и считал, что «новые технологии никогда не смогут заменить человеческие ценности». Его теория медиа развивалась под влиянием Маршалла Маклюэна, а также Уолтера Онга и Жака Эллюля.

## Биография
Постман родился и провёл большую часть своей жизни в Нью-Йорке. В 1953 году окончил Государственный университет Нью-Йорк в Фредонии, где также играл в баскетбол. В Педагогическом колледже Колумбийского университета ему была присуждена степень магистра в 1955 году и учёная степень доктора педагогических наук в 1958 году. В 1959 году начал преподавать в Нью-Йоркском университете.
В 1971 году в Школе образования Штейнгардт (первоначально известной как SEHNAP — школа воспитания, здравоохранения, сестринского дела и искусств) Нью-Йоркского университета он основал образовательную программу медиа-экологии. В 1992 году он стал единственным университетским профессором школы воспитания и оставался председателем Департамента культуры и коммуникации до 2002 года.
Постман умер от рака лёгких в Флашинге (Куинс) 5 октября 2003 года.

## Работы
Постман написал 18 книг и более 200 журнальных и газетных статей для таких изданий, как The New York Times, The Atlantic Monthly, Harper’s Magazine, Time, the Saturday Review, The Harvard Education Review, The Washington Post, Los Angeles Times, Stern и Le Monde. Он был редактором ежеквартального журнала ETC: A Review of General Semantics («Et Cetera: анализ общей семантики») с 1976 по 1986 годы. Он был также членом редакции старейшего в США еженедельного журнала «The Nation». Несмотря на свои часто высказываемые опасения по поводу телевидения, компьютерной техники и роли технологий в обществе, для продвижения своих идей Постман использовал не только книги, но и телевидение. Он давал многочисленные интервью на телевидении, а в 1976 году преподавал курс Нью-Йоркского университета под названием «Коммуникация: невидимая среда» на канале CBS-TV.

### Технополия
В книге 1992 года «Technopoly: сдача Культуры Технологиям» Постман определяет «Технополию» (Technopoly) как общество, которое видит «первичной, если не единственной, целью человеческого труда и мысли производительность, и идею о том, что технический расчёт по всем параметрам превосходит человеческие суждения <…> и что делами людей лучше всего руководят эксперты».
Постман утверждает, что Соединённые Штаты Америки представляют собой единственную страну, пришедшую в своём развитии к технополии. Он говорит, что США переполнены «технофилами», которые не видят никаких недостатков в технологиях. Это опасно, потому что «технофилы» хотят как можно больше технологий и информации. Впрочем, по словам Постмана, технологические инновации не могут оказывать односторонний эффект. Постоянно увеличивающийся объём информации привёл к тому, что она «приобрела форму мусора, и не только не даёт ответов на самые фундаментальные человеческие вопросы, но едва ли полезна даже в последовательном решении рутинных проблем».
В интервью 1996 года Постман подчеркнул своё решение проблем технополии — уделять в образовании больше внимания истории, социальным последствиям и влиянию технологий на психику человека, чтобы взрослея, «люди использовали технологии, а не наоборот».
Постмана обвиняли в луддизме, несмотря на свое заявление в заключении книги «Развлекаемся до смерти», что «мы должны <…> не обольщаться и руководствоваться нелепыми установками подобно луддитам…»

## В образовании
В 1969 и 1970 Постман сотрудничал с педагогом-реформатором из Нью-Рошель Аланом Шапиро в разработке модели школы на основе принципов, выраженных в Teaching as a Subversive Activity («Преподавание как подрывная деятельность»). Результатом его и независимого обучения» в Высшей школе Нью-Рошеля. Этот эксперимент «открытого образования» просуществовал 15 лет. В последующие годы многие программы в американских средних школах создавались с учётом этих принципов.
В телевизионном интервью в 1995 году в программе «MacNeil/Lehrer Hour» Постман рассказал о своей оппозиции к использованию персональных компьютеров в школах. Он считал, что школа всегда была местом совместного обучения, как сплочённая группа, и что она не должна использоваться для индивидуального обучения. Постман также был обеспокоен тем, что персональные компьютеры отнимают у людей живое общение.

## Избранная библиография
- «Телевидение и преподавание английского языка» (1961).
- «Лингвистика: революция в обучении», совместно с Чарльзом Вайнгартнером (Dell Publishing, 1966).
- «Преподавание как подрывная деятельность», совместно с Чарльзом Вайнгартнером (Delacorte Press, 1969)
- «Чушь и искусство её обнаружения» — выступление на национальной конференции для преподавателей английского языка (1969)[15]
- «Мягкая революция: Справочник ученика по обращению со школой», совместно с Чарльзом Вайнгартнером (Delacorte Press, 1971).
- «Учебное пособие: для людей, которые хотят знать, о чём все кричат», совместно с Чарльзом Вайнгартнером (Delacorte Press, 1973).
- «Сумасшедшие разговоры, глупые разговоры: как мы заходим в тупик с помощью речи и что с этим делать» (1976), введение Постмана в общую семантику.
- «Обучение как сохранение активности» (1979).
- «Исчезновение детства» (1982).
- «Развлекаемся до смерти: общественный дискурс в эпоху шоу-бизнеса» (1985).
- «По соображениям совести: о языке, технологиях и образовании» (1988).
- «Как смотреть телевизионные новости», совместно со Стивом Пауэрсом (1992).
- «Технополия сдача Культуры Технологиям» (1992).
- «Конец образования: переоценка школы» (1995).
- «Строительство моста в XVIII век: как прошлое может улучшить наше будущее» (1999).
- Макнил Р. Видение Киберпространства:  Шарлин Хантер-Голт (1995, 25 июля). Арлингтон, Вирджиния: MacNeil/Lerner Productions.